# Nadzemní stonková hlíza
Nadzemní stonková hlíza vzniká ztluštěním nadzemní stonky (např. ředkvička, kedluben). Stonkovými hlízami jsou i ztluštělé a dužnaté stonky některých sukulentů (kaktusy), které ve svém bohatě vyvinutém pletivu uchovávají vodu i několik měsíců.